# The Best of Nelly Furtado
The Best of Nelly Furtado – kompilacja największych przebojów artystki od momentu debiutu do chwili obecnej. Poza tymi najbardziej znanymi na płycie znajdą się również 3 nowe utwory. Album został wydany 12, 16 i 29 listopada 2010 w trzech edycjach: standardowej, deluxe (zawierającej dodatkowe 7 utworów) oraz super deluxe do której dołączona jest płyta DVD z teledyskami. Wydawnictwo promuje piosenka "Night Is Young".

## O albumie
"Wybrałam piosenki kiedy kończyłam trasę po Ameryce Łacińskiej promującą "Mi Plan". Do internetu wyciekły wtedy 2 piosenki - "Night Is Young" oraz "Girlfriend In This City". Były one strasznej jakości ponieważ nie były jeszcze skończone ani zmiksowane. Pomyślałam wtedy, że skoro moi fani usłyszeli je już we wstępnych wersjach to równie dobrze mogę je dokończyć i umieścić na płycie z największymi hitami. Był to naturalny wybór. Trzecią kompozycją którą wybrałam jest "Stars", którą razem z Lesterem Mendezem napisałam i nagrałam kilka lat temu podczas pracy nad "Loose". Myślę, że spodoba się tym, którym podobała się moja druga płyta "Folklore" ponieważ jest to wolniejszy i bardziej intymny kawałek.

"

## Single
3 października 2010 na antenie BBC Radio 1 miała miejsce premiera głównego singla zatytułowanego "Night Is Young". Został wydany 12 października 2010.

## Lista utworów
1. I'm Like a Bird - 4:04
2. Turn Off the Light - 4:36
3. ...on the Radio (Remember the Days) - 3:55
4. Fotografía feat. Juanes - 4:00
5. Powerless (Say What You Want) - 3:53
6. Try - 4:38
7. Força - 3:41
8. Promiscuous feat. Timbaland - 4:02
9. Maneater - 4:18
10. Say It Right - 3:43
11. All Good Things (Come to an End) - 5:09
12. In God's Hands - 4:12
13. Broken Strings feat. James Morrison - 4:10
14. Girlfriend in this City - 4:41
15. Night Is Young - 3:32
16. Stars - 4:28
17. Manos al Aire - 3:28

## Notowanie
| Notowanie                      | Najwyższa pozycja |
| ------------------------------ | ----------------- |
| Niemcy                         | 20                |
| Dutch Albums Chart             | 90                |
| Szwajcaria                     | 29                |
| Grecja                         | 14                |
| Polska Empik                   | 15                |
| Austria                        | 34                |
| Polska                         | 20                |
| Włochy                         | 37                |
| Belgia (Flanders) Albums Chart | 56                |
| Belgia (Wallonia) Albums Chart | 81                |
| Irlandia                       | 31                |
| Wielka Brytania                | 53                |
| Węgry                          | 36                |

## Sprzedaż w Polsce
The Best of Nelly Furtado uzyskało status złotej płyty w Polsce.
| Oficjalna Lista Sprzedaży OLIS |    |    |    |    |    |    |    |    |    |    |    |    |    |
| Tydzień                        | 01 | 02 | 03 | 04 | 05 | 06 | 07 | 08 | 09 | 10 | 11 | 12 | 13 |
| Pozycja                        | 27 | 20 | 25 | 40 | 41 | 44 | 29 | 38 | -  | -  | -  | -  | -  |